# Padules
Padules er en by og kommune i det sydøstlige Spanien i provinsen Almería. Den har et indbyggertal på 440 (2024) indbyggere.